# Jakub Hrstka
Jakub Hrstka, né le 17 mars 1990 à Zubří, est un joueur tchèque de handball. Il évolue au poste d'ailier gauche au club du HT Tatran Prešov et en équipe nationale de Tchéquie.

## Palmarès

### En club
- Deuxième du Championnat de République tchèque (4) : 2007, 2008, 2009, 2010
- Vainqueur de la Coupe de République tchèque (1) : 2009
- Vainqueur du Championnat de Slovaquie (8) : 2012, 2013, 2014, 2015, 2016, 2017, 2018, 2019
- Vainqueur de la Coupe de Slovaquie (7) : 2012, 2013, 2014, 2015, 2016, 2017, 2018

### En équipe nationale
- 15e place au Championnat d'Europe 2014
- 17e place au Championnat du monde 2015
- 6e place au Championnat d'Europe 2018
- 12e place au Championnat d'Europe 2020